# Aspergillus niger

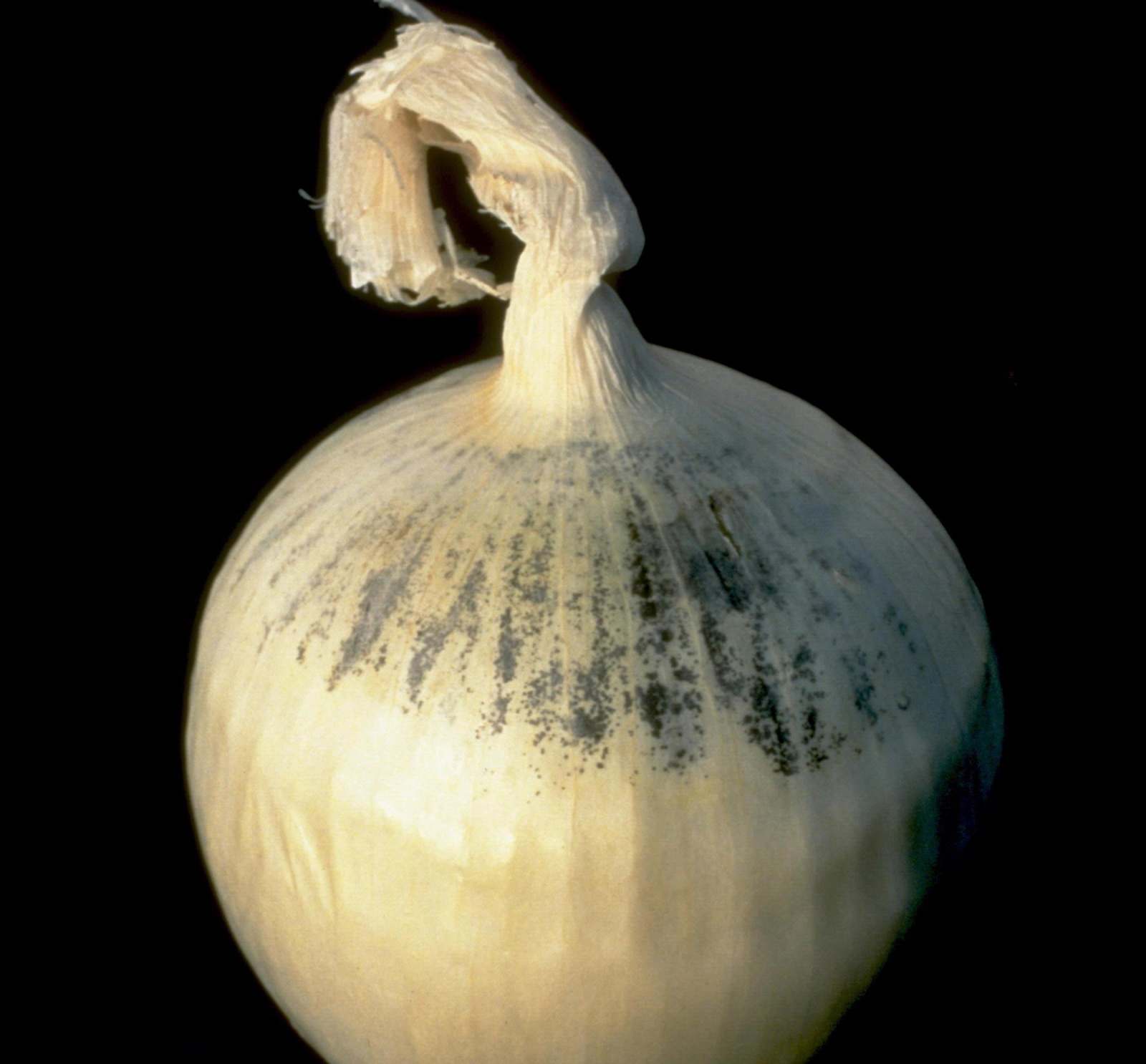
Aspergillus niger som växer på en lök.

Aspergillus niger är en borstsvamp och en av de vanligaste Aspergillus-svamparna.
Den används bland annat industriellt till att framställa citronsyra och ystenzym (alternativ till löpe). Då används enbart stammar som inte producerar toxiner.
A. niger har också visats kunna användas för att minska negativa effekterna från surt lakvatten från gruvindustrier genom att binda in koppar och mangan.